# بیمارستان شهدا (هندیجان)
بیمارستان شهدا واقع در شهر هندیجان شهرستان هندیجان بیمارستانی است درمانی و وابسته به دانشگاه علوم پزشکی جندی شاپور اهواز با ۳۲ تخت ثابت که در سال ۱۳۸۹ شمسی افتتاح گردید؛ و دارای بخش‌های اورژانس، اطفال، داخلی و کلیه بخش‌های پاراکلینیک و درمانگاهی می‌باشد.